# 이승윤 (양궁 선수)
이승윤(李承潤, 1995년 4월 18일~)은 대한민국의 양궁 선수이다.

## 학력
- 둔내초등학교→호반초등학교 졸업
- 강원중학교 졸업
- 강원체육고등학교 졸업
- 상지영서대학교 사회체육과 재학